# Чемпионат СССР по лыжным гонкам 1938
11-й лично-командный чемпионат СССР по лыжным гонкам проходил в Свердловске с 9 по 12 марта 1938 года. Соревнования проводились по восьми дисциплинам — гонки на 20, 30, 50 км и эстафета 4×10 км (мужчины), гонка на 5, 10, 15 км и эстафета 3х5 км(женщины). Вне конкурса участвовали лыжники рабочего спортивного союза Норвегии.

## Медалисты

### Мужчины
|                  | Золото                                                                            | Серебро                                                                 | Бронза                                                                                |
| ---------------- | --------------------------------------------------------------------------------- | ----------------------------------------------------------------------- | ------------------------------------------------------------------------------------- |
| Гонка на 20 км   | Добрышин Алексей «Динамо» Москва                                                  | Смирнов Василий «Пищевик» Москва                                        | Иванов Алексей «Динамо» Москва                                                        |
| Гонка на 30 км   | Смирнов Василий «Пищевик» Москва                                                  | Добрышин Алексей «Динамо» Москва                                        | Булочкин Георгий ЦДКА Москва                                                          |
| Гонка на 50 км   | Новиков Андрей ЦДКА Москва                                                        | Карпов Андрей ЦДКА Москва                                               | Торопов Александр «Металлург Востока» Свердловск                                      |
| Эстафета 4х10 км | Горьковская область Лепехов Роман Орлов Павел Белокрынкин Николай Додонов Аркадий | Ленинград Хаккая Урхо Кирьявайнен Урхо Демченко Николай Мягков Владимир | Свердловская область Галкин Александр Торопов Александр Лебедев Терентий Гиляшев Иван |

### Женщины
|                 | Золото                                                | Серебро                                                          | Бронза                                                                    |
| --------------- | ----------------------------------------------------- | ---------------------------------------------------------------- | ------------------------------------------------------------------------- |
| Гонка на 5 км   | Кулакова Любовь «Сталинец» Москва                     | Болотова Зоя «Пищевик» Свердловск                                | Еремина Антонина РККА Свердловск                                          |
| Гонка на 10 км  | Болотова Зоя «Пищевик» Свердловск                     | Маркова (Каноныхина) Неонила «Локомотив» Москва                  | Линева Анна «Рот-Фронт» Москва                                            |
| Гонка на 20 км  | Початова Мария Московская область                     | Болотова Зоя «Пищевик» Свердловск                                | Воробьева Екатерина «Динамо» Москва                                       |
| Эстафета 3х5 км | Москва Кулакова Любовь Царева Елизавета Гордеева Анна | Ленинград Можайская Екатерина Ехлакова Елена Валентина Максунова | Горьковская область Смирнова Валентина Додонова Валентина Шестакова Мария |